# Lacul Învârtita
Lacul Învârtita  (sau Lacul Nucșoara)  este un lac carstic format pe gips,  care se găsește în comuna Nucșoara și este inclus în arealul rezervației naturale Măgura - Nucșoara.
Aflat la o altitudine de 780 m, geografic acesta este situat în regiunea muscelelor subcarpatice ale Argeșului
Cu o suprafață de cca. 2,22 ha și o adâncime maximă de 5 de metri, întinderea de apă s-a format pe  la sfârșitul secolului al XIX-lea pe o dolină.. Aceasta după ce s-a format prin dizolvare, a suferit procese de sufuziune și mai apoi de tasare.